# Silver Bridge

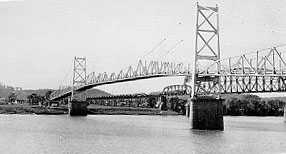
Silver Bridge v roce 1928

Silver Bridge (tj. Stříbrný most) byl visutý most vybudovaný přes řeku Ohio v roce 1928 pro U.S. Route 35 spojující zde západovirginský Point Pleasant a Gallis v Ohiu. 15. prosince 1967 most náhle za plného provozu zkolaboval, což vedlo ke smrti 46 osob. Vyšetřování odhalilo jako příčinu zřícení přetržení jednoho z nosných řetězů v důsledku konstrukčních nedostatků a dlouhodobého přetížení mostu. Most posléze nahradil konzolový Silver Memorial Bridge.